# South Ruislip (Metropolitano de Londres)
South Ruislip é uma estação servida pela Central Line do Metropolitano de Londres e pela Chiltern Railways em South Ruislip no noroeste de Londres. A estação é controlada, gerenciada e operada pelo Metrô de Londres. A estação fica na Zona 5 do Travelcard.

## História

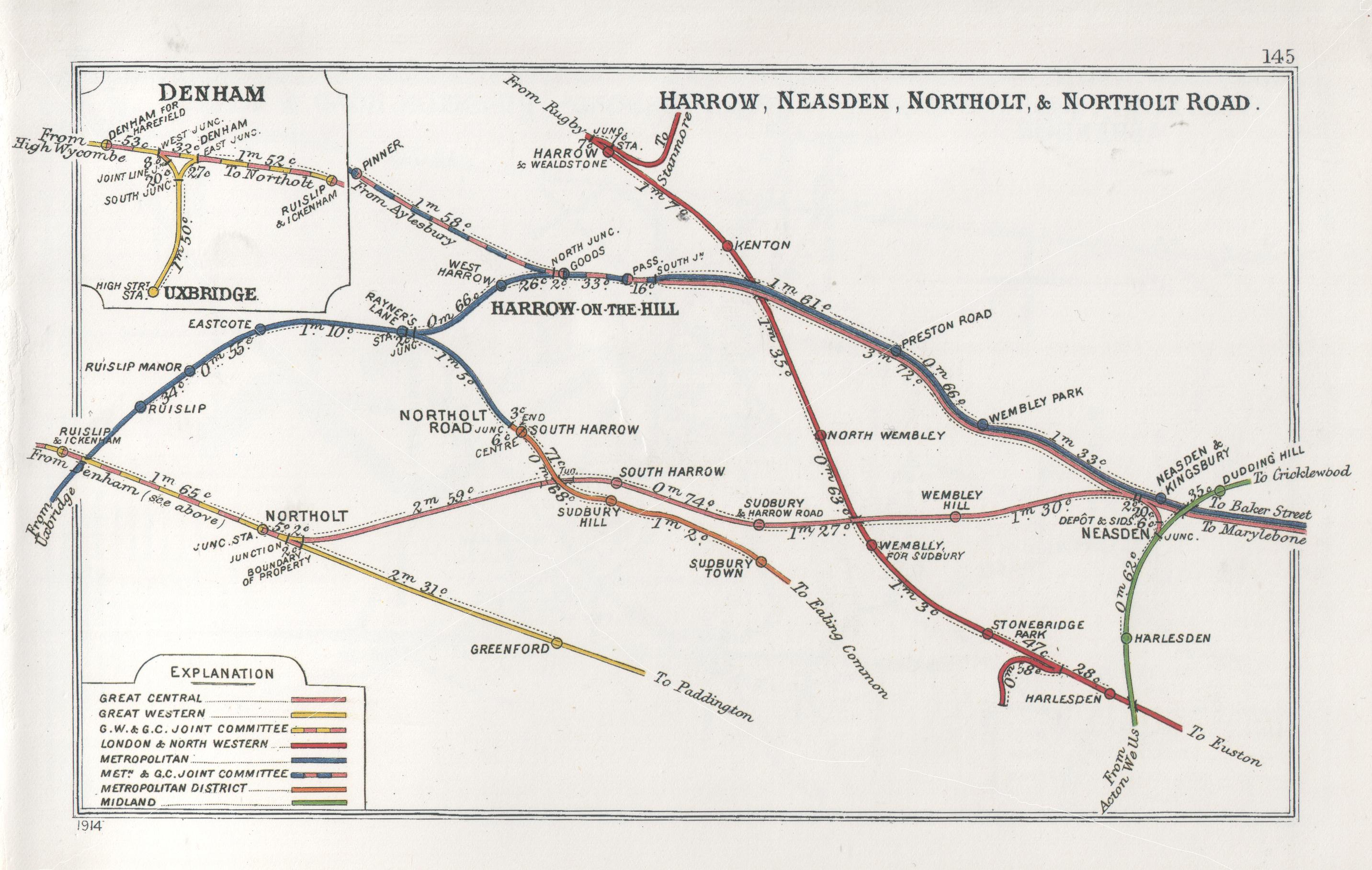
Um mapa de ferrovias da Railway Clearing House de 1914 nas proximidades de South Ruislip (mostrado aqui como Northolt Junction)

A linha conjunta GWR/GCR para High Wycombe transportava os serviços de Paddington e Marylebone. Eles se encontravam em Northolt Junction, situado ligeiramente a leste da estação, de onde quatro trilhas seguiam para o oeste para Ruislip Gardens e West Ruislip; ali a rota se reduzia a apenas duas trilhas. Inaugurada em 1 de maio de 1908 e originalmente conhecida como Northolt Junction, a estação tornou-se South Ruislip & Northolt Junction a partir de setembro de 1932 e recebeu seu nome atual em 30 de junho de 1947. Em outubro de 1942, um bombardeiro Wellington voando para o aeródromo próximo na RAF Northolt caiu perto da estação, matando toda a tripulação e seis civis.
A estação foi projetada por Brian Lewis e FFC Curtis e servida pela primeira vez por trens da Central line em 21 de novembro de 1948, quando a extensão da Central line de Londres para West Ruislip foi concluída após ser atrasada pela Segunda Guerra Mundial. A sala de reservas arredondada não foi concluída até 1960. O friso de concreto, vidro e granito no salão de reservas é uma das primeiras obras públicas do artista de vidro Henry Haig.
No final de 1973 e início de 1974 o traçado da pista foi simplificado e a caixa de sinalização manual foi removida no início de 1990, juntamente com outras caixas de sinalização manual nesta linha, e sua função substituída por sinalização de luz colorida e pontos operados por energia, ambos controlados a partir de Marylebone. Os alinhamentos dos trilhos foram melhorados para permitir maior velocidade no entroncamento para os serviços de Marylebone, e o trabalho de ponto que permitia que os trens de Paddington parassem na plataforma da estação Chiltern no sentido oeste foi removido. Todos os serviços no sentido leste foram transferidos para o primeiro por estrada; a estrada no sentido leste, que anteriormente se estendia da estrada da plataforma em West Ruislip, foi fechada e levantada, e a plataforma do leste foi alargada. O alinhamento do desvio em direção a Marylebone foi melhorado para permitir uma corrida em alta velocidade. Fragmentos do antigo trilho ainda podem ser vistos ao norte da linha neste ponto. O trabalho de trilho nesta estação foi atualizado e agora permite maior velocidade de até 100 mph (160 km/h).
A estação foi transferida da Região Oeste da British Rail para a Região London Midland em 24 de março de 1974.

## A estação hoje
Barreiras de ingressos controlam o acesso a todas as plataformas.
Um grande depósito de manuseio de lixo a granel da West London Waste Authority fica a leste da estação, que vê um trem diário de resíduos em operação. Há também uma conexão de via única com a linha Acton–Northolt.
As linhas para Marylebone anteriormente passavam por ambos os lados de West Waste. Como parte das obras de melhorias da rota Evergreen 3 da Chiltern Railways, a Northolt Junction foi remodelada e incluiu a provisão ao norte do depósito de transferência de resíduos de uma nova linha principal ao lado da linha principal existente para permitir a aceleração dos serviços. A nova linha principal descendente tem um limite de velocidade de linha de 100 mph (160 km/h) em comparação com as antigas 60 mph (97 km/h). O principal para baixo existente foi remodelado para se tornar a linha de loop descendente, usada pelos trens que param na estação South Ruislip.
A ponte externa que transporta as linhas sobre o Station Approach é mais baixa do que outras localmente em 11 ft 9 in (3.58 m) e é frequentemente atropelado por veículos altos. Em ambos os lados, foram instaladas vigas de convés falsas, de modo que o perigo de quaisquer impactos que causem danos à própria ponte foi reduzido.

## Serviços

### Metropolitano de Londres (Central Line)
Os serviços em South Ruislip são operados pelo Metropolitano de Londres na Central Line. Os serviços fora de ponta na estação são:
- 9 tph para West Ruislip
- 9 tph para Epping

### Chiltern Railways
Os serviços da National Rail em South Ruislip são operados pela Chiltern Railways.
O padrão de serviço fora do horário de pico da estação é incomum, pois é servida por trens em frequências diferentes em cada direção. A estação é servida por um trem a cada duas horas para London Marylebone e um trem por hora para High Wycombe. Os serviços de e para Londres funcionam como serviços de parada, ligando na maioria das estações. Serviços adicionais ligam na estação durante os horários de pico.
Nos fins de semana, o serviço aumenta para cada hora em cada direção e os serviços no sentido norte são estendidos além de High Wycombe de e para Aylesbury via Princes Risborough.
- 1 tph para London Marylebone
- 1 tph para High Wycombe

Há também um Serviço Parlamentar de segunda a sexta-feira para West Ealing através do ramal de Greenford.

## Conexões
As linhas de ônibus de Londres 114 e E7 servem a estação.